# ポドゴリツァ駅
ポドゴリツァ駅（モンテネグロ語・セルビア語: Жељезничка станица Подгорица/Željeznička stanica Podgorica）はモンテネグロの首都ポドゴリツァにある鉄道駅である。
ポドゴリツァに最初に駅が建てられたのは1927年のことで、現在のポドゴリツァ駅から約800m離れたスタラ・ヴァロシュ（Stara Varoš）の時計塔の近くであった。今あるポドゴリツァ駅が建てられたのは第二次世界大戦後で徐々に改良され現在の形態や容量になったのは1970年代である。
当駅はポドゴリツァにある唯一の駅で、モンテネグロ鉄道のハブである。代表的なベオグラード＝バール鉄道の他、ニクシッチやシュコドラを結ぶ路線が交差する。通過式の駅でポドゴリツァは幹線を南北に分ける拠点となっている。ポドゴリツァ駅自体は永続的な旅客駅として計画され建てられた駅ではないが、モンテネグロ鉄道の鉄道システムの運営管理の中心である。旅客駅舎は別棟で建てられているが現在の駅舎は未だ暫定的な駅舎で、待合所や飲食店、切符売り場、売店などがポドゴリツァと同じような規模の町の主要駅に比べ劣っている。3線により旅客扱いが行われ1線は駅舎よりのプラットホームが使われる他、線路を渡って1つの島式ホームが使われている。駅の設備は旅客の他に貨物もあり、モンテネグロでは最大の操車場があり修繕工場や車両基地、貨物ヤードなどモンテネグロ鉄道の鉄道施設で占められている。